# Liste des maires de Bailleul
La liste des maires de Bailleul présente la liste des maires de la commune française de Bailleul, située en Flandre française dans le département du Nord et la région Hauts-de-France.

## L'Hôtel de ville

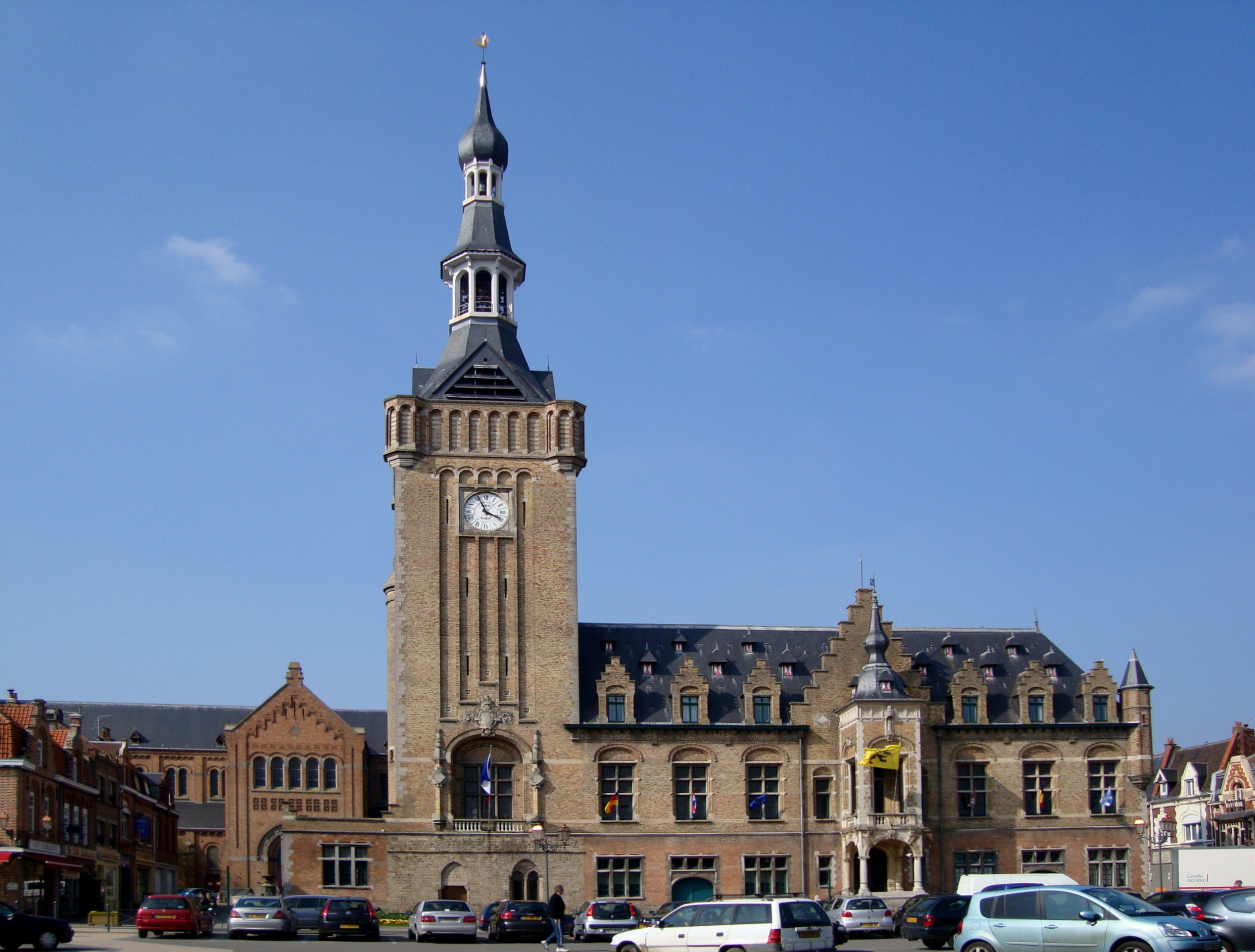
L'Hôtel de ville.

## Liste des maires

### Sous l'Ancien Régime
| Période                                  | Période | Identité               | Étiquette | Qualité |
| ---------------------------------------- | ------- | ---------------------- | --------- | ------- |
| Les données manquantes sont à compléter. |         |                        |           |         |
| 1778                                     | 1790    | Auguste Ignace Rieswal |           |         |

### Entre 1790 et 1944
| Période                                  | Période                | Identité                             | Étiquette              | Qualité |
| ---------------------------------------- | ---------------------- | ------------------------------------ | ---------------------- | --- |
| 1790                                     | 1790                   | Philippe Éloi Top                    |                        | |
| 1790                                     | 1791                   | Charles Augustin Bieswal             |                        | |
| 1791                                     | 1791                   | J. Flahaut                           |                        | |
| 1791                                     | 1792                   | Pierre Tibère Van Merris (1734-1795) |                        | Avocat au Parlement de Flandre Nommé par les électeurs de la municipalité nouvellement créée le 3 novembre 1791                                                               |
| juillet 1792                             | janvier 1793 (An II)   | Honoré Declerck                      |                        | Receveur de l'enregistrement Nommé par les administrateurs composant le Directoire du district d'Hazebrouck après la révocation de Pierre Tibère Van Merris le 9 juillet 1792 |
| janvier 1793 (An II)                     | février 1794 (An II)   | Charles Caboche                      |                        | |
| février 1794 (An II)                     | mars 1794 (An II)      | Honoré Declerck                      |                        | Receveur de l'enregistrement |
| mars 1794 (An II)                        | octobre 1794 (An III)  | Baudouin Schabaillie                 |                        | |
| octobre 1794 (An III)                    | novembre 1794 (An III) | L. Larmuseau                         |                        | |
| novembre 1794 (An III)                   | novembre 1795 (An IV)  | Félix Dewulf                         |                        | |
| novembre 1795 (An IV)                    | novembre 1796 (An V)   | M. Petit                             |                        | |
| novembre 1796 (An V)                     | mars 1797 (An V)       | M. Larmuseau                         |                        | |
| mars 1797 (An V)                         | septembre 1797 (An VI) | François Craye                       |                        | |
| septembre 1797 (An VI)                   | octobre 1797 (An VI)   | Louis Hubert Larmuseau               |                        | |
| octobre 1797 (An VI)                     | 1800 (An XI)           | Jean Baptiste Lionet                 |                        | |
| An XI                                    | septembre 1830         | Joseph Van Merris-Hinderick          | Majorité ministérielle | Juge au tribunal d'Hazebrouck Député du Nord (1815 → 1816 et 1822 → 1827) |
| 1830                                     | 1846                   | Louis Behaghel                       | Droite Légitimiste     | Propriétaire Député du Nord (1842 → 1846 et 1849 → 1851) Conseiller général de Bailleul-Nord-Est (1833 → 1868) Conseiller général de Bailleul-Sud-Ouest (1833 → 1848)         |
| 1848                                     | 1849                   | Louis Serlooten                      |                        | Nommé par Louis Napoléon Bonaparte |
| 1849                                     | 1855                   | Benoît Cortyl (1790-1855)            |                        | Nommé par Louis Napoléon Bonaparte |
| 1855                                     | 1864                   | Jean Louis Stoppelgast (1811-1865)   |                        | Avocat puis notaire Conseiller d'arrondissement Nommé par Napoléon III |
| 1864                                     | 1880                   | Léon Lotthé (1826-1880)              |                        | Notaire Conseiller général de Bailleul-Nord-Est (1868 → 1880) Nommé par Napoléon III                                                                                          |
| mars 1880                                | mars 1907              | Émile Hié (1844-1907)                |                        | Industriel Décédé en fonction |
| avril 1907                               | juillet 1917           | Frédéric Moeneclaey (1838-1917)      |                        | Avocat au barreau de Dunkerque puis juge de paix Premier adjoint au maire (1892 → 1907) Décédé en fonction                                                                    |
| août 1917                                | décembre 1919          | Albert Cortyl (1853-1935)            |                        | Propriétaire |
| décembre 1919                            | juin 1928              | Natalis Dumez                        | PDP                    | Journaliste Démissionnaire |
| juin 1928                                | mai 1940               | Jean Baptiste Hié (1876-1945)        | CR                     | Industriel Conseiller général de Bailleul-Nord-Est (1937 → 1940) |
| mai 1940                                 | 1942                   | Georges Delabroye                    |                        | Président du Comité de guerre |
| 1942                                     | 1944                   | Jean Baptiste Hié (1876-1945)        | CR                     | Industriel |
| Les données manquantes sont à compléter. |                        |                                      |                        | |

### Depuis 1947
| Période      | Période      | Identité                     | Étiquette    | Qualité |
| ------------ | ------------ | ---------------------------- | ------------ | --- |
| octobre 1947 | mai 1953     | Ferdinand Cortyl (1887-1972) | DVD          | Industriel Conseiller général de Bailleul-Sud-Ouest (1945 → 1964) |
| mai 1953     | mars 1977    | Joseph Legrand               | UDR puis RPR | |
| mars 1977    | janvier 2006 | Jean Delobel                 | PS           | Professeur des collèges Député du Nord (15e circ.) (1997 → 2007) Conseiller général de Bailleul-Sud-Ouest (1988 → 2001) Démissionnaire |
| janvier 2006 | mars 2014    | Michel Gilloen (1946-2023)   | PS           | Retraité de la fonction publique, ancien premier adjoint Conseiller général de Bailleul-Sud-Ouest (2008 → 2015) Président de la CC Monts de Flandre - Plaine de la Lys (? → 2013) Vice-président de CC de Flandre intérieure (2014) Suppléant du député Jean-Pierre Allossery (2012 → 2017) |
| mars 2014    | juillet 2020 | Marc Deneuche                | DVD          | Médecin généraliste |
| juillet 2020 | En cours     | Antony Gautier               | DVG          | Arbitre international de football Maître de conférences en mathématiques 2e vice-président de Cœur de Flandre Agglo (2020 → ) |

## Conseil municipal actuel
Les 33 sièges composant le conseil municipal ont été pourvus le 28 juin 2020 à l'issue du second tour de scrutin. Actuellement, il est réparti comme suit : 